# Pergunte ao Pó
Ask the Dust (Brasil: Pergunte ao pó / Portugal: Pergunta ao pó) é um romance escrito por John Fante em 1939, considerado o ponto alto de sua carreira. De longe a obra mais popular de do autor, faz parte de uma série de romances que tem como protagonista Arturo Bandini - uma espécie de alter ego de Fante -, um sujeito ítalo-americano de Colorado tentando fazer a vida como escritor em Los Angeles. Fante exerceu influência enorme em escritores renomados, em especial em Charles Bukowski.

## Enredo
Ambientado na década de 1930, Pergunte ao Pó, conta a história do aspirante a escritor Arturo Bandini.
Bandini, autor de "O Cachorrinho Riu" e "As Colinas Distantes Perdidas", outrora tenta escrever sobre a vida e o amor. Apaixona-se por Camilla Lopez, uma garçonete mexicana. Escrito com magnitude, o romance retrata a época, os preconceitos da sociedade e a paixão irreverente entre um ítalo-americano e uma mexicana.